# Ванек, Карел (писатель)
Ка́рел Ва́нек (чеш. Karel Vaněk); 17 марта 1887, Шварцкостелец, Австро-Венгрия — 18 июля 1933, Прага, Чехословакия) — чешский писатель, фельетонист, журналист. Автор романа «Приключения бравого солдата Швейка в русском плену» (Osudy dobrého vojáka Švejka v ruském zajetí, 1923).

## Биография
Карел Ванек родился в 1887 году в Шварцкостелеце, что находится в 30 километрах от Праги, в семье мастера Йозефа Ванека, пятый сын из семи детей.
Во время Первой мировой войны был на русском фронте, затем попал в плен. Фельдфебель. Награжден малой серебряной и бронзовой медалями «За храбрость», Воинским крестом императора Карла.
По возвращении на родину работал в периодической печати, опубликовал ряд коротких рассказов и эссе.
После смерти Ярослава Гашека по просьбе издателя закончил четвёртую часть романа (главы 3—6), а также написал роман «Приключения бравого солдата Швейка в русском плену».
Умер в 1933 г. от туберкулёза в Праге.

## «Приключения бравого солдата Швейка в русском плену»
Ванек написал роман в 1923 году на основании личного горького опыта. В главе «На работе» он признаётся читателю: «Я был также в России и жил в плену в так называемой пленной рабочей роте…» Роман во многом биографичен. На русском языке роман был опубликован в 1928 году тиражом 5000 экземпляров и с тех пор был переиздан только в 1993 году.
В целом второй «Швейк» Ванека производит впечатление лучшее, чем его же попытка завершить первого «Швейка» Гашека. Автор в большей степени показал собственный творческий почерк, и в меньшей — попытку имитировать чужой. Книга даёт возможность посмотреть на Россию тех лет, на события в мире с неожиданной точки зрения — глазами австрийского военнопленного, чешского солдата.
В 1927 году по роману был снят немой фильм «Швейк в русском плену».